# Georges III de Hesse-Itter
Pour les articles homonymes, voir Georges III.
Georges III, né le 29 septembre 1632 à Darmstadt et mort le 19 juillet 1676 à Vöhl, est landgrave de Hesse-Itter de 1661 à sa mort.
Il est le deuxième fils du landgrave Georges II de Hesse-Darmstadt et de son épouse Sophie-Éléonore de Saxe. À la mort de son père, son frère aîné Louis VI devient landgrave et confère à Georges III un apanage dans la région de l'Ittergau, dans la vallée de l'Eder, autour de la ville de Vöhl.

## Mariages et descendance
Georges III se marie le 5 mai 1661 avec Dorothée-Auguste (1636-1662), fille de Jean-Christian de Schleswig-Holstein-Sonderbourg. Ils n'ont pas d'enfants. Il se remarie le 21 juillet 1667 avec Julienne-Alexandrine de Leiningen-Heidesheim (1651-1703), fille du comte Emich XII de Leiningen. Ils ont trois filles :
- Sophie-Julienne (1668-1668) ;
- Éléonore-Dorothée (1669-1714) ;
- Madeleine-Sibylle (1671-1720).